# Myrocarpus leprosus
Myrocarpus leprosus là một loài thực vật có hoa trong họ Đậu. Loài này được Pickel miêu tả khoa học đầu tiên.